# Єрусалимський газопровід
Єрусалимський газопровід — один з елементів газотранспортної мережі Ізраїлю, котрий забезпечує подачу палива для споживачів в районі Єрусалима.
Трубопровід, котрий має довжину 34 км та діаметр 450 мм, починається біля селища Єсодот від одного з відгалужень Центрального газопроводу.
Відмінністю Єрусалимського газопроводу від інших складових частин ізраїльської газотранспортної мережі буде те, що він постачатиме не лише промислові підприємства, але й забезпечуватиме ресурс для опалення взимку (в районі Єрусалима цей період року більш прохолодний, аніж у більшості районів країни). Серед промислових споживачів буде цементний завод Хартув, асфальтний завод та компанія Bet Shemesh Engines.
Фізичної готовності споруди досягли 2019 року, а початок поставок очікують з 2020-го.